# Фазанья шпорцевая кукушка
Фазанья шпорцевая кукушка (лат. Centropus phasianinus) — вид птиц из рода шпорцевых кукушек.

## Ареал
Ареал — западные острова Индонезии (Тимор, Новая Гвинея), Папуа-Новая Гвинея, Северная и Восточная Австралия от севера Западной Австралии и Кейп-Йорка до Нового Южного Уэльса. Вид предпочитает леса с густым подлеском, заросли высокотравья, болотные угодья.

## Описание
Длина тела взрослой птицы — 50—70 см. В гнездовом оперении голова, шея, грудь и брюхо чёрного цвета. Крылья каштановые с белыми полосками. Хвост испещрён чёрными, коричневыми и кремовыми полосками. Вне сезона размножения голова и нижняя часть тела становятся каштановыми с белыми прожилками.
Умеет летать, но ведёт наземный образ жизни.
В состав рациона входят насекомые, птичьи яйца, мелкие крабы, лягушки, ящерицы, мыши и птенцы.
Как и остальные шпорцевые кукушки, фазанья насиживает собственную кладку, а не является гнездовым паразитом. В кладке от 2 до 5 белых овальных яиц размером 29 на 38 мм. Гнёзда строит в густой траве. Насиживает, длящемся 15 суток, почти исключительно самец. Ещё две недели птенцы остаются в гнезде.

## Подвиды
Международный союз орнитологов выделяет шесть подвидов фазаньей шпорцевой кукушки:
- Centropus phasianinus melanurus Gould, 1847
- Centropus phasianinus mui I. J. Mason & McKean, 1984
- Centropus phasianinus nigricans (Salvadori, 1876)
- Centropus phasianinus phasianinus (Latham, 1801)
- Centropus phasianinus propinquus Mayr, 1937
- Centropus phasianinus thierfelderi Stresemann, 1927

## Галерея

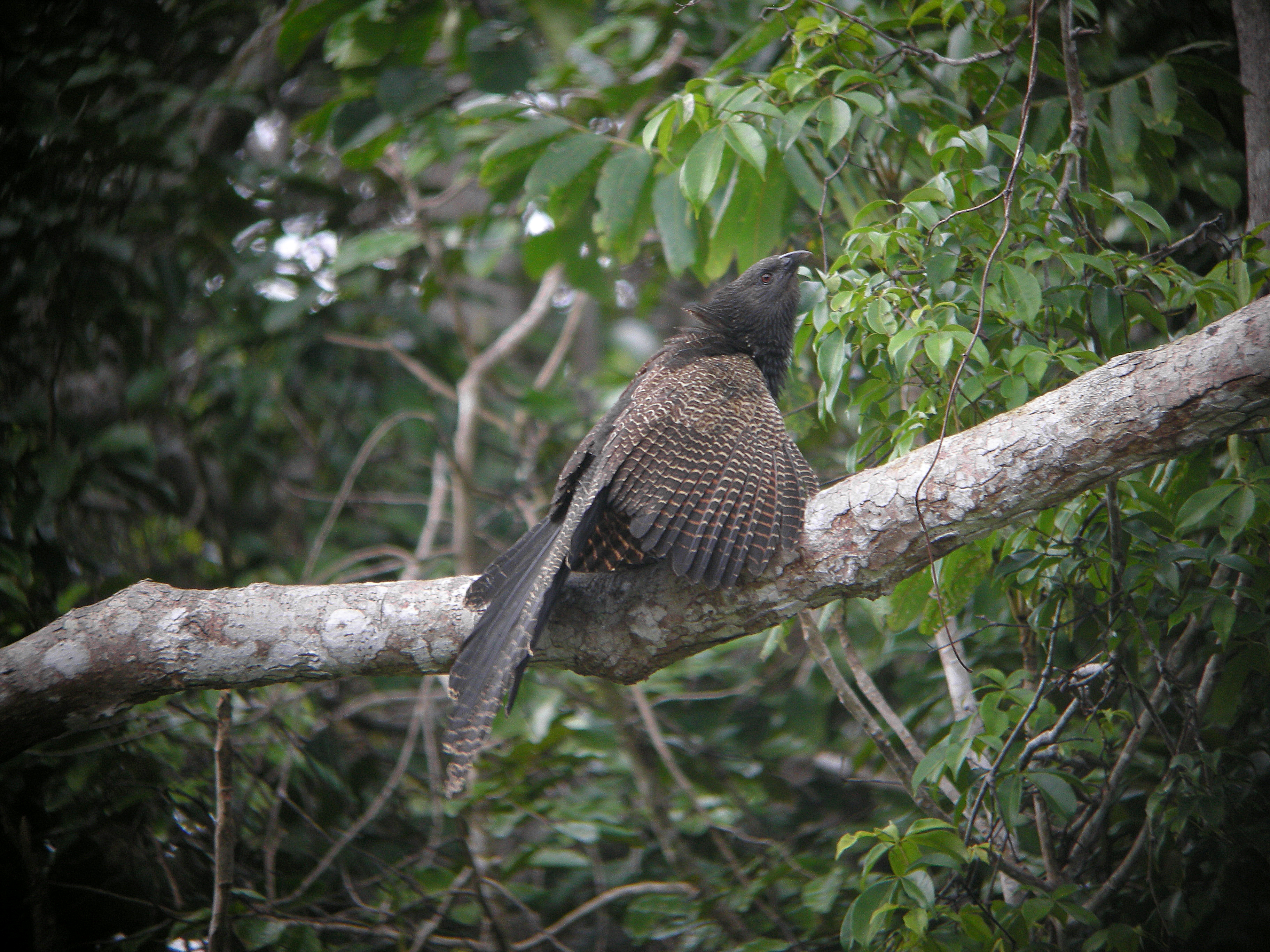
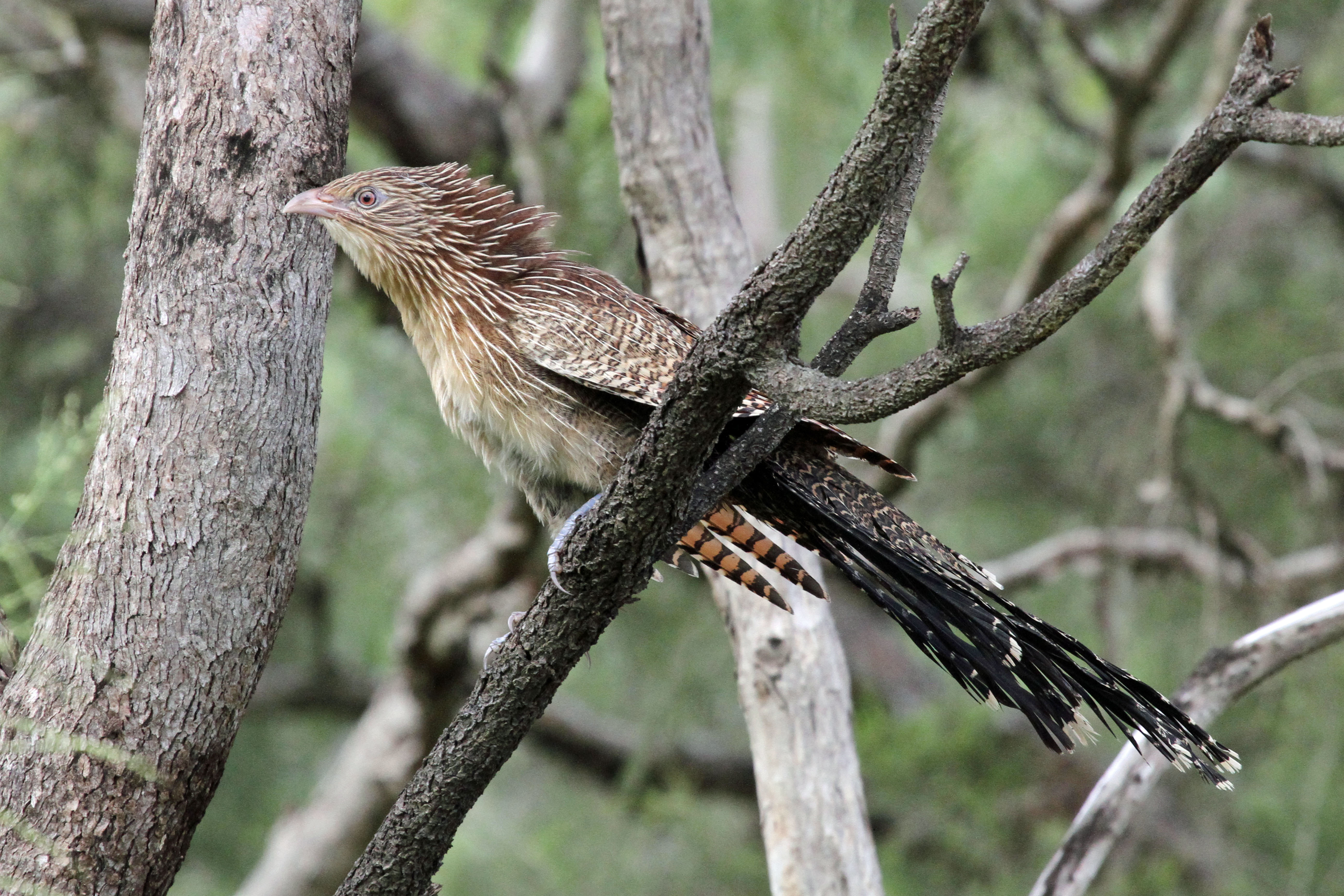
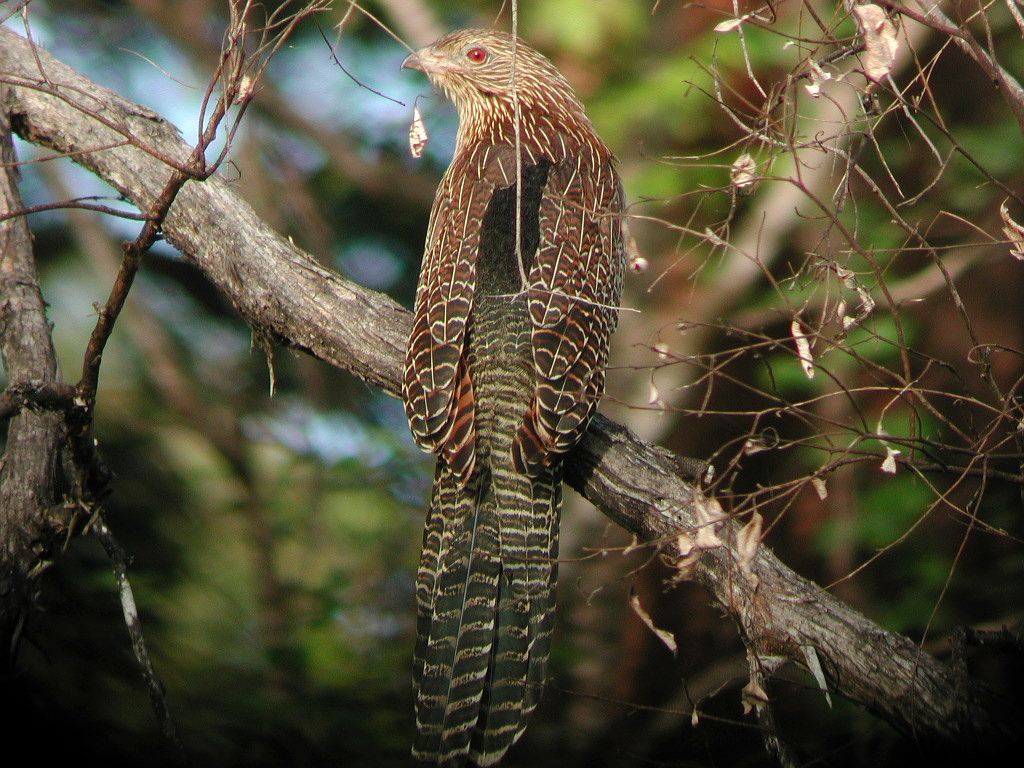
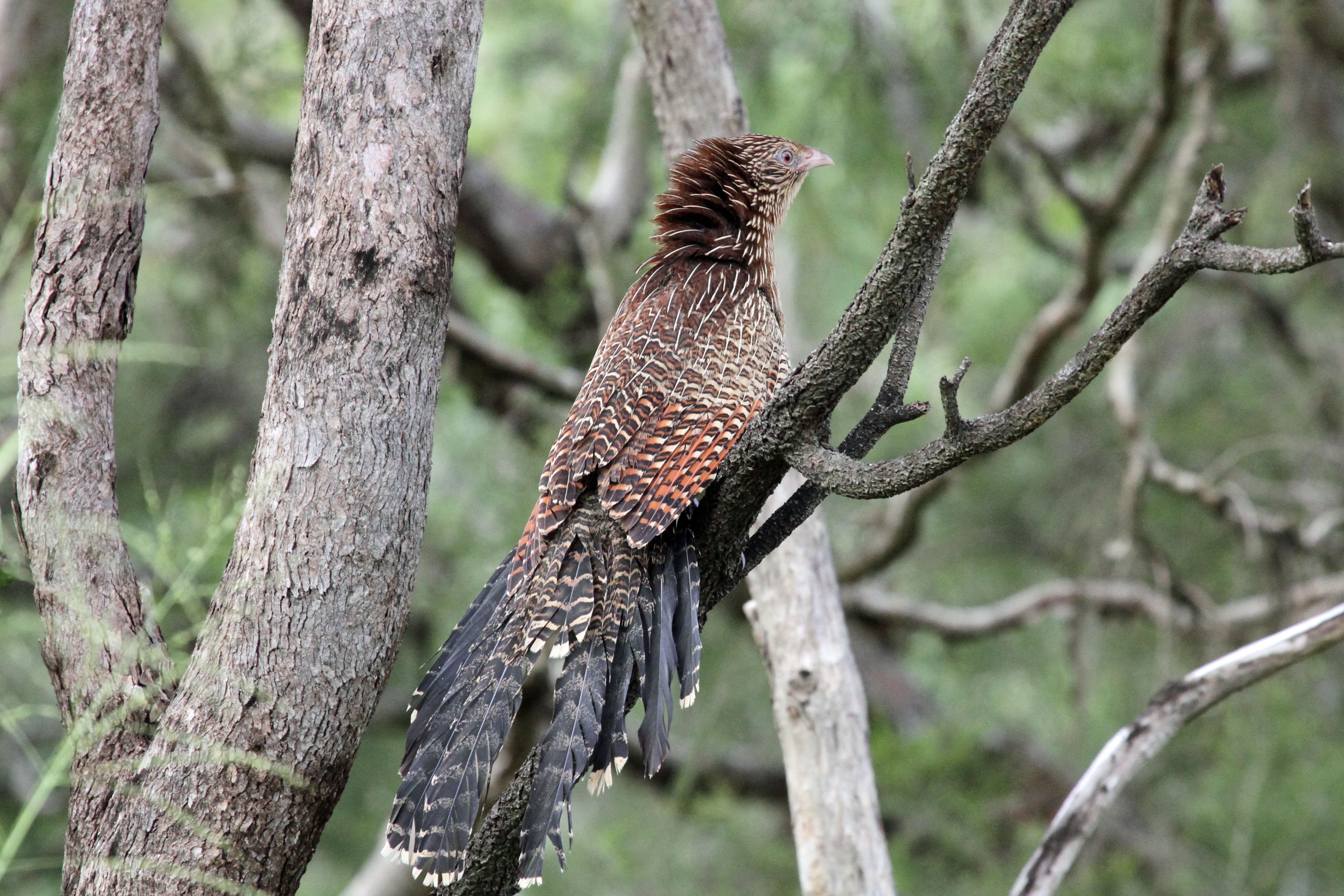